# Удовиченко Ірина Віталіївна
Ірина Віталіївна Удовиченко —  український науковець-практик, проректор з науково-педагогічної та методичної роботи Сумського обласного інституту післядипломної педагогічної освіти (з 2003 року), доктор педагогічних наук (2019 р.), професор (2022 р.).

## Навчання
Закінчила у 1993 р. Сумський державний педагогічний інститут 
ім. А.С. Макаренка за спеціальністю вчитель географії та біології.
У 2006 році успішно закінчила аспірантуру Сумського державного педагогічного університету 
ім. А.С. Макаренка.
У 2006 р. захистила кандидатську дисертацію «Наступність екологічного виховання учнів початкової та основної школи в курсах природничого циклу» (спеціалізована вчена рада Інституту проблем виховання НАПН України).
У 2019 р. захистила докторську дисертацію «Методичні засади навчання географії учнів 10-11 класів на профільному рівні» (спеціалізована вчена рада Інституту педагогіки НАПН України)

## Робота
Трудову діяльність Удовиченко І. В. розпочала в 1991 р. учителем географії, економіки Сумської загальноосвітньої школи І-ІІІ ступенів № 23, у якій працювала 13 років.
У різні часи працювала (за сумісництвом) — викладачем Глухівського національного педагогічного університету  ім. О. Довженка, Сумського державного педагогічного університету ім. А. С. Макаренка, Сумського юридичного ліцею; доцентом Сумського ОІППО.
У 2003 році призначена проректором з наукової роботи Сумського обласного інституту післядипломної педагогічної освіти.

## Наука
Наукові інтереси Удовиченко І. В.: науково-методичний супровід андрагогічної діяльності; теорія та методика навчання й виховання; профільне навчання географії, регіональна географія; технологія графіки; екологічне виховання; прикладна економіка.
Кількість друкованих праць (станом на 01.01.2024) — 328, із них у збірниках ВАК, ДАК України — 40, із індексом ISSN (eISSN) — 53, ISBN — 13, ICV — 5, ORCID — 5, DOI — 8, COBIS/SI-SD — 2, у наукометричних (реферативних) базах даних: Scopus — 3, Web of Science — 7, Index Copernicus — 12, РИНЦ — 7, Google Scholar — 19, Україніка наукова — 3, International Centre м. Париж — 1, Scientific Indexing Servises (SIS-VSA) — 2, Citefactor (VSA) — 2, у міжнародних виданнях — 24 (Австрія, Білорусь, Болгарія, Бразилія, Ізраїль, Казахстан, Канада (3), Литва (2), Німеччина, Румунія (2), Сербія, Словаччина, Словенія (2), США, Угорщина (2), Фінляндія, Швейцарія (2), Японія), із грифом МОН України — 4; монографій — 5 (Україна (2), Болгарія, Словенія, США); публікацій про Удовиченко І. В. — 72. Серед них:
- Сумська область: Географічний атлас та контурні карти: Моя мала Батьківщина (навчальний комплекс) ⁄ за ред. І. В. Удовиченко. Київ: Картографія, 2006. 32 с. (гриф МОН України);
- Удовиченко І. В. Наступність екологічного виховання учнів початкової та основної школи в курсах природничого циклу: дис. канд. пед. наук: 13.00.07 ∕  І. В. Удовиченко. Київ: ІПВ НАПНУ, 2006. 229 с.
- Географія Сумської області: природа, населення, господарство: навчальний посібник  ⁄ А. О. Корнус, І. В. Удовиченко, Г. Г. Леонтьєва та ін. Суми: ФОП Цьома, 2010. 184 с. (гриф МОН України);
- Удовиченко І. В. Компетентнісні завдання. Географія: навчально-методичний посібник. Київ: Шкільний світ, 2018.184 с.
- Удовиченко І. В. Lean-логістика в географії: навчальна програма. Суми: ФОП Цьома, 2018. 40 с.
- Удовиченко І. В. Концептуальні засади змісту навчання географії учнів старшої школи на профільному рівні: монографія. Київ: Педагогічна наука, 2018. 360 с.
- Удовиченко І. В. Методичні засади навчання географії учнів 10-11 класів на профільному рівні: дис. докт. пед.наук: 13.00.02 ∕  І. В. Удовиченко. Київ: ІП НАПНУ, 2019. 595 с.
- Udovychenko I.V. Integration of natural scientific and computer-information knowledge at geography lessons in senior profile high school ⁄ Udovychenko I.V. ⁄⁄ Professional competencies and educational innovations in the knowledge economy: collective monograph. Bulgaria, 2020. 532 p.
- Udovychenko I.V. Competence approach of teaching lean-logistics in geography lessons at the profile level ⁄ Udovychenko I.V. ⁄⁄ Modern approaches to knowledge management development: collective monograph. Ljubljana: Ljubljana school of business, 2020. 542 p.
- Udovychenko I. Legal provision of the state administration of the ecological component of sustainable socio-economic development/Yeshchenko M., Fasolko T., Dolgalova O., Mykhalchenko H.. Udovychenko I.// Management Theory and Studies for Rural Business and Infrastructure Development. Kaunas, Lithuania: Vytautas Magnus University Agriculture Academy, 2020. Vol. 42. No (4). P. 415—421.
- Udovychenko I. Sustainable natural resource management to ensure strategic environmental development / Koval М., Mikhno I., Gordiichuk Y., etc. // TEM Journal. Technology, education, management, informatics: Association for information communication technology education and science. — Novi Pazar, Serbia: UIKTEN, 2021. Vol. 10. No (3). P. 1022—1030.
- Udovychenko I. Distance learning and globalization processes in the postmodern world / Prymakova V., Krasnoboka T., Finin Н., etc. // Postmodern Openings. — Bucharest, Romania: Lumen, 2021. Vol.12. No (2). Р. 259—273.
- Udovychenko I. Aprendizagem discursiva de alunos em termos de politaria: análise retrospectiva / Bronishevska O., Chumak M., Lesina T., etc. // Revista EntreLinguas. Brazil, Araraquara: EIE, 2021. Vol. 7. No (4). P. 984—997.
- Udovychenko I. Modernization of natural science education in the context of teacher training / Bilyk V., Vysochan L., Kyrylenko K., Stetsula N., Gvozdii S. // Revista romaneasca pentru educatie multidimensionala. Romania: Lumen, 2022. Vol. 14. No (1Sup1). Р. 25-48.
- Udovychenko I. Environmental taxation assessment on clean technologies reducing carbon emissions cost-effectively / Koval V., Laktionova O., Olczak P., Palii S., Prystupa L. // Sustainability: New trends in sustainable supply chain and logistics management: Special issue.  Switzerland: MDPI,  2022.  Vol. 14.  No 21. Р. 955-968.
- Udovychenko I. Lean-logistics in constructive geography: theoretical and methodological foundations / V. Udovychenko // Visnyk of V.N. Karazin Kharkiv National University. Series: Geology. Geography. Ecology.  Ukraine: KNU, 2022.  Vol. 57. Р. 234-250.
- Udovychenko I. Behavioral economic model of environmental Conservation in human resource management / Koval V., Havrychenko D., Filipishyna l., Prystupa L., Mikhno I. // Intellectual economics. – Lithuania: Vilnius (MRU), 2023. – № 17(2), P. 435–456.

Авторські напрацювання: методична система навчання географії на профільному рівні людино-географоцентричного спрямування; технологія комбінованої структурно-інформаційної графіки; моделі: гео-еколого-економічна «Трилисник», формування екологічно-вихованої особистості з позитивною «еколого-Я-концепцією», методичної роботи області, методичної «К-взаємодії», навчання географії на профільному рівні, науково-методичного знання з географії в школі, навчально-методичного забезпечення навчання географії на профільному рівні у старшій школі; сучасні засоби навчання географії, Lean-логістика в географії та багато іншого)  висвітлено під час 646 з'їздів, форумів, стартапів, консиліумів, пленерів, воркшопів, естафет, марафонів, коучингів, конференцій, семінарів, вебінарів тощо, у тому числі під час 4 міжнародних стажувань (Poland (Warsaw, Wroclaw, Krakov), Finland (Huittinen).
Має 98 сертифікатів міжнародного, всеукраїнського, регіонального рівнів.

## Нагороди
- Нагрудний знак МОН України «Відмінник освіти» (2002 р.)
- Почесна грамота МОН України (2005 р.)
- Нагрудний знак «Василь Сухомлинський» (2009 р.)
- Почесний працівник Сумського обласного інституту післядипломної педагогічної освіти (2019 р.)
- 171 нагорода (відзнака міжнародного, всеукраїнського, обласного, міського рівнів)

## Активність
Удовиченко І. В. — Голова журі, оргкомітетів, комісій всеукраїнського, обласного рівнів.
Переможець: II туру Всеукраїнського конкурсу «Учитель року — 2003» у номінації «Географія», VI Міжнародного фестивалю педагогічних інновацій (2014 р.); лауреат ІІІ (заключного) туру Всеукраїнського конкурсу «Учитель року — 2003» у номінації« Географія».
Координатор, керівник: всеукраїнський, обласний — реалізації міжнародних проєктів (2001—2024 рр.), експериментів Всеукраїнського рівня (2004—2019 рр.), за співпрацю в реалізації міжнародних проєктів відзначена Подяками Генеральної Асоціації вчителів Румунії, Асоціації педагогів Молдови, Асоціації розвитку творчої особистості «Варто», OU MIKSIKE, ТОВ «Соняшник» та ін.
Член: комісії Державної інспекції навчальних закладів України (2013 р.); науково-методичної ради Університету менеджменту освіти НАПН України (2013—2015 рр.); Українського географічного товариства (з 2001 р.); експертної ради стейкхолдерів за освітніми програмами спеціальності 014 Середня освіта (Географія) (2020-2024 рр.); Всеукраїнської творчої групи з реалізації науково-пошукового проєкту «Критеріальний підхід до оцінки діяльності районних методичних кабінетів як науково-методичних установ» (2010—2012 рр.); редакційної колегії інформаційного, науково-методичного журналу ДОН СОДА та СОІППО «Освіта Сумщини» (з 2015 р.); Всеукраїнської координаційної ради міжнародного освітнього проєкту «Міксіке в Україні» (з 2016 р.); Всеукраїнських оргкомітетів фахових конкурсів, олімпіад (2017—2024 рр.).

## Інформація
1.   Сайт Сумського обласного інституту післядипломної педагогічної освіти
2.   Вітаємо!
3. Вітаємо з присвоєнням вченого звання